# Koper, Burkina Faso
Koper là một tổng thuộc Ioba (tỉnh) ở đông nam Burkina Faso. Thủ phủ là thị xã Koper. Dân số năm 2006 là 21.265 người..

## Các thị xã và làng xã
Babora, Béné, Bingane, Binkola, Boulmontéon, Dalgane, Dibgho, Gorgane, Gourpouo, Kpaï, Lopal, Mèmer, Mougnoupèlè, Pirkon, Soo-Vovor, Tangbè, Toulpouo, Zingane, Zoner và Zopal.